# Coloration de régions

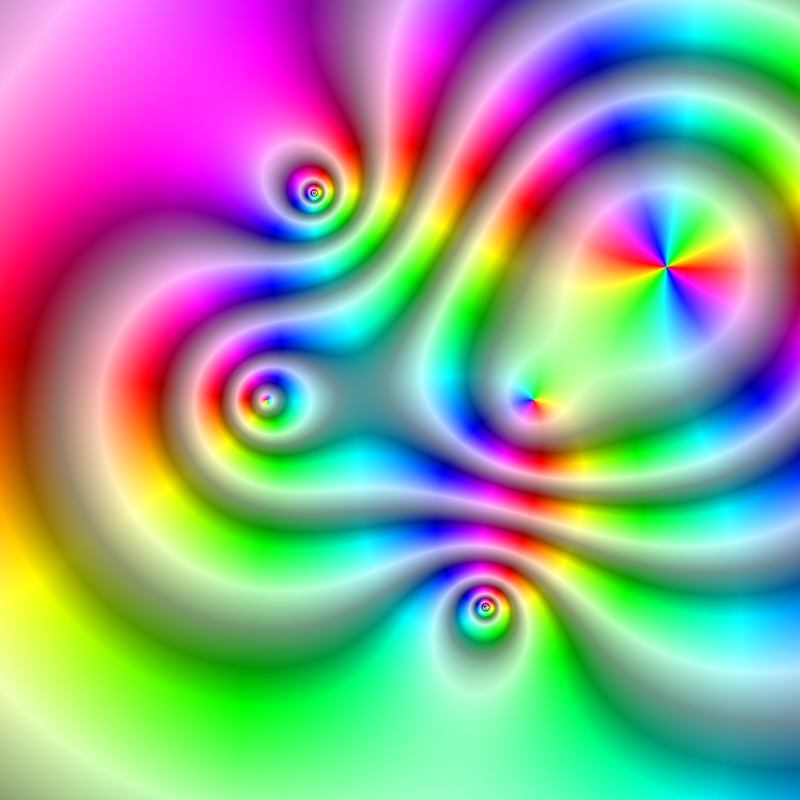
Coloration de régions de la fonction. La couleur (teinte) représente l'argument de la fonction. Les lignes noires et blanches (saturation, valeur) représentent les valeurs de la fonction à module constant.

La coloration de régions est une technique de représentation des fonctions complexes. Le terme vient de l'anglais "domain coloring", inventé par Frank Farris aux alentours de 1998,. La couleur avait déjà été utilisée plus tôt pour visualiser les fonctions complexes, en général en associant l'argument à la couleur. La technique consistant à utiliser une variation continue de couleur pour associer les points de l'ensemble de départ à l'ensemble d'arrivée ou au plan image a été utilisée en 1999 par George Abdo et Paul Godfrey. Les grilles colorées ont été utilisées dans les graphiques par Doug Arnold en 1997.

## Motivations
Une fonction réelle {\displaystyle f:\mathbb {R} \rightarrow {}\mathbb {R} } (par exemple {\displaystyle f(x)=x^{2}}) peut être représentée graphiquement à l'aide de deux coordonnées cartésiennes dans un plan.
Le graphe d'une  fonction complexe {\displaystyle g:\mathbb {C} \rightarrow {}\mathbb {C} } d'une variable complexe requiert deux dimensions complexes.  Le plan complexe étant lui-même à deux dimensions, le graphe d'une fonction complexe est un objet à quatre dimensions réelles. Cette particularité rend la visualisation de fonctions complexes dans un espace tridimensionnel difficile. L'illustration d'une fonction holomorphe peut se faire grâce à une surface de Riemann.

## Représentation visuelle du plan complexe
Étant donné un nombre complexe {\displaystyle z=re^{i\theta }}, la phase (connue aussi comme l'argument) {\displaystyle \theta } peut être représentée par la teinte. 

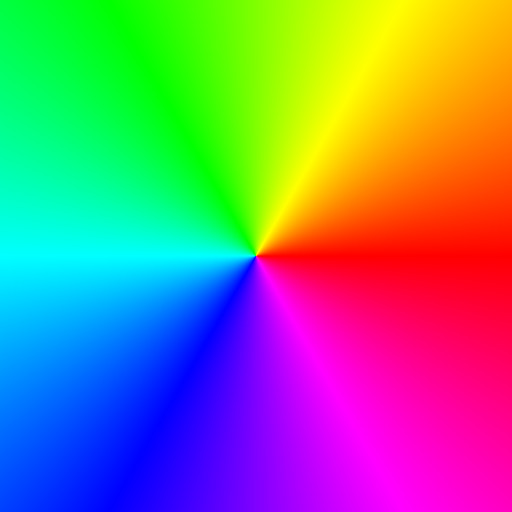
Coloration de la phase des affixes. Le rouge correspond à 0, le jaune à pi/3, le vert à 2pi/3, le cyan à pi, le bleu à 4pi/3 et le magenta à 5pi/3.

La disposition des teintes est arbitraire mais suit souvent l'ordre du cercle chromatique. La phase est parfois représentée par un dégradé plutôt que par la teinte. 
Le module {\displaystyle r=|z|} est représenté par l'intensité ou des variations d'intensité. 

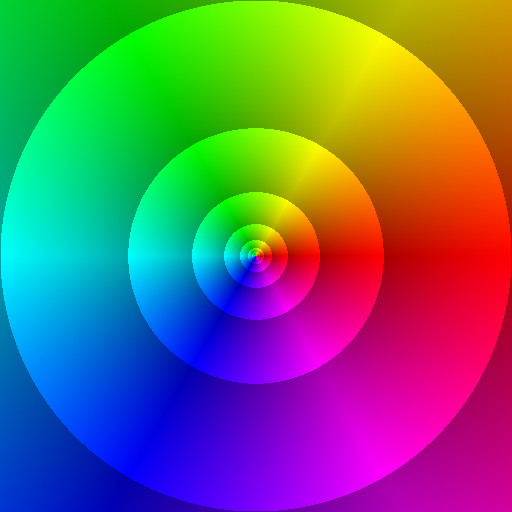
Le module des affixes est représenté ici par une variation de l'intensité. L'augmentation du module va dans le sens de l'éclaircissement. Chaque transition clair/foncé correspond à un doublement du module.

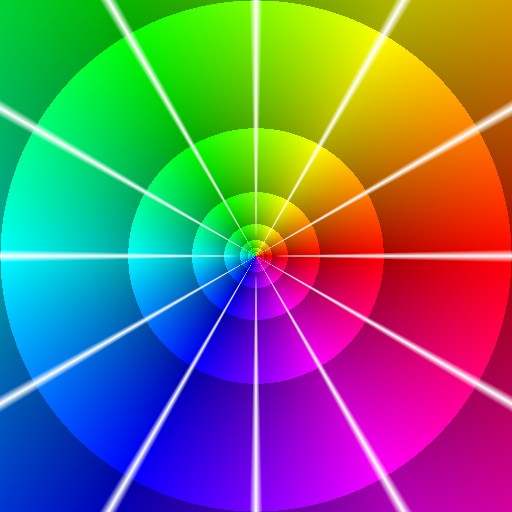
Des lignes blanches sont ajoutées à la version précédente pour représenter les lignes de phase constante, espacées de pi/6.

Il est possible d'ajouter aussi l'illustration des parties réelles et imaginaires des affixes du plan complexe à l'aide d'une grille.

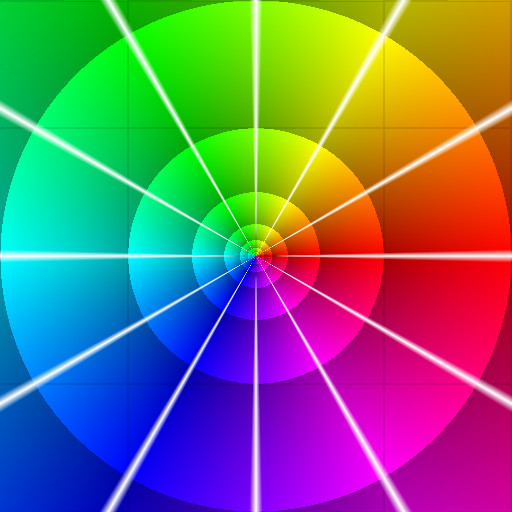
Illustration des phase, module, parties réelle et imaginaire des affixes.

### Exemples
L'image suivante illustre la fonction sinus {\displaystyle w=\sin(z)} entre {\displaystyle -2\pi } et {\displaystyle 2\pi } sur l'axe réel et de {\displaystyle -1.5} à {\displaystyle 1.5} sur l'axe imaginaire.
L'image suivante illustre la fonction {\displaystyle f(z)={\tfrac {(z^{2}-1)(z-2-i)^{2}}{z^{2}+2+2i}}}, en mettant en évidence les trois zéros (dont l'un est double) et les deux pôles.